# Ruxandra Cibu Deaconu
Ruxandra Cibu Deaconu (n. 7 martie 1979, Sibiu, România) este un senator român, ales în 2024 din partea USR. 